# Coria del Río (Gerichtsbezirk)
Der Gerichtsbezirk Coria del Río ist einer der 15 Gerichtsbezirke in der Provinz Sevilla.
Der Bezirk umfasst 5 Gemeinden auf einer Fläche von 578,41 km² mit dem Hauptquartier in Coria del Río.

## Gemeinden
| Gemeinde                     | Einwohner (2024) | Fläche km² | Dichte Einw./km² | Cod INE | Postleitzahl |
| ---------------------------- | ---------------- | ---------- | ---------------- | ------- | ------------ |
| Almensilla                   | 6.653            | 14,31      | 465              | 41010   | 41111        |
| Coria del Río                | 31.095           | 61,99      | 502              | 41034   | 41100        |
| Isla Mayor                   | 5.781            | 114,38     | 51               | 41902   | 41140        |
| Palomares del Río            | 9.277            | 13,00      | 714              | 41070   | 41928        |
| La Puebla del Río            | 11.871           | 374,73     | 32               | 41079   | 41130        |
| Gerichtsbezirk Coria del Río | 64.677           | 578,41     | 112              | –       | –            |